# Hibiscus erlangeri
Hibiscus erlangeri là một loài thực vật có hoa trong họ Cẩm quỳ. Loài này được (Gürke) Thulin mô tả khoa học đầu tiên năm 1998.